# Adam Aleksander Bielski
Adam Aleksander Bielski (ur. 1878 w Pabianicach, zm. w 1932 tamże) – polski artysta fotografik. Pierwszy pabianiczanin, który założył zakład fotograficzny, firmę Foto Bielski.

## Życiorys
Przyszedł na świat, jako syn Mateusza i Elżbiety z domu Wiechecka. Przodkiem rodu był Antoni Bielski, jego potomkowie byli tkaczami. Ojciec zasiadał w zarządzie miasta Pabianic. Miał 5-cioro rodzeństwa. Siostry Marianna, Leokadia, Konstancja, Pelagia oraz brata Ludwika. Adam Aleksander Bielski był samotnikiem. Pierwszy zakład fotograficzny założył w 1903 roku w Pabianicach przy Starym Rynku 3. Stanął tuż przy kościele św. Mateusza. To w tym kościele był chrzczony. Założył też fotoplastikon, ale interes upadł po tym jak zniszczyli go Kozacy podczas jakiejś burdy. Doskonale opanował znajomość języka niemieckiego. Dzięki temu mógł studiować niemieckie podręczniki do fotografii. Takie jak Die Bildnis-Photographie von Fritz Loescher z 1907 roku czy Kleiner Katechismus von Gustav Haertwig z 1914 roku. Mieszkał we wsi Bugaj -dziś dzielnica Pabianic. Całkiem możliwe, że był nadwornym fotografem Karola Endera, czyli króla bawełny z Pabianic. To możliwe, bo podobno miał też swój zakład przy Zamkowej 5-pałac Endera, a nawet tam zamieszkiwał. W roku 1909 mieszkając w Pabianicach otworzył też zakład w Łodzi.Podczas wyjazdu do Warszawy poznał swoją żonę-Stanisławę Olszewską.Stanisława była nauczycielką języka polskiego. Szkoła, w której najprawdopodobniej uczyła miała swój adres Stary Rynek 2.Tam też mieściła się siedziba firmy w 1913 roku. Robił zdjęcia między innymi aparatem fotograficznym, który odkupił od Alfreda Pipela. W roku 1932 rodzina postanowiła przenieść się na stałe do Łodzi. Zakład sprzedano wspólnikowi Śliwińskiemu. Adam Aleksander Bielski właśnie w tym czasie przeziębił się podczas remanentu i zmarł.

## Dzieci
Miał kilkoro dzieci:
- Tadeusz (ur. 1912, zm. 1979)
- Maria (ur. 1913, zm. 1999)
- Stanisław (ur. 1915, zm. 1980)
- Mieczysław (ur. 1918, zm. 2005)
- Zofia (ur. 1920, zm. 1989)
- Kazimierz (ur. 1922, zm. 2003)

Tadeusz i Stanisław kontynuowali dzieło ojca

## Fotografia
Zdobył srebrny medal na wystawie fotograficznej w Rostowie nad Donem (1911).

## Hobby i Zamiłowania
Adam Aleksander Bielski był myśliwym. Lubił też jeździć rowerem. Grał na flecie. W jego księgozbiorze był zbiór nut pod tytułem ...Musikalische Endelsteine-1912 Munich.